# Saison 2016 de l'équipe cycliste Sky
La saison 2016 de l'équipe cycliste Sky est la septième de cette équipe. Cette saison est marquée par la troisième victoire de Christopher Froome au Tour de France. Parmi les autres succès importants de l'année, Wout Poels gagne Liège-Bastogne-Liège, Geraint Thomas Paris-Nice et Froome le Critérium du Dauphiné. Ce dernier se classe également deuxième du Tour d'Espagne, et finit la saison à la deuxième place du World Tour, tandis que Sky est troisième du classement par équipes.

## Préparation de la saison 2016

### Sponsors et financement de l'équipe
Depuis sa création en 2010, l'équipe porte le nom de son principal sponsor, BSkyB. En juin 2013, la direction de l'équipe Sky annonce avoir signé un partenariat « de long terme » avec 21st Century Fox, nouveau groupe de médias issu de la scission de News Corporation, et dirigée par Rupert Murdoch. Ce partenariat se manifeste par l'apparition du logo de l'entreprise sur les équipements des coureurs à partir du Tour de France 2013,.
Pinarello est le fournisseur de cycles de l'équipe Sky. Le contrat les liant est prolongé jusqu'en 2016 au cours de l'année 2013. Rapha (en) devient en 2013 le fournisseur de vêtements.

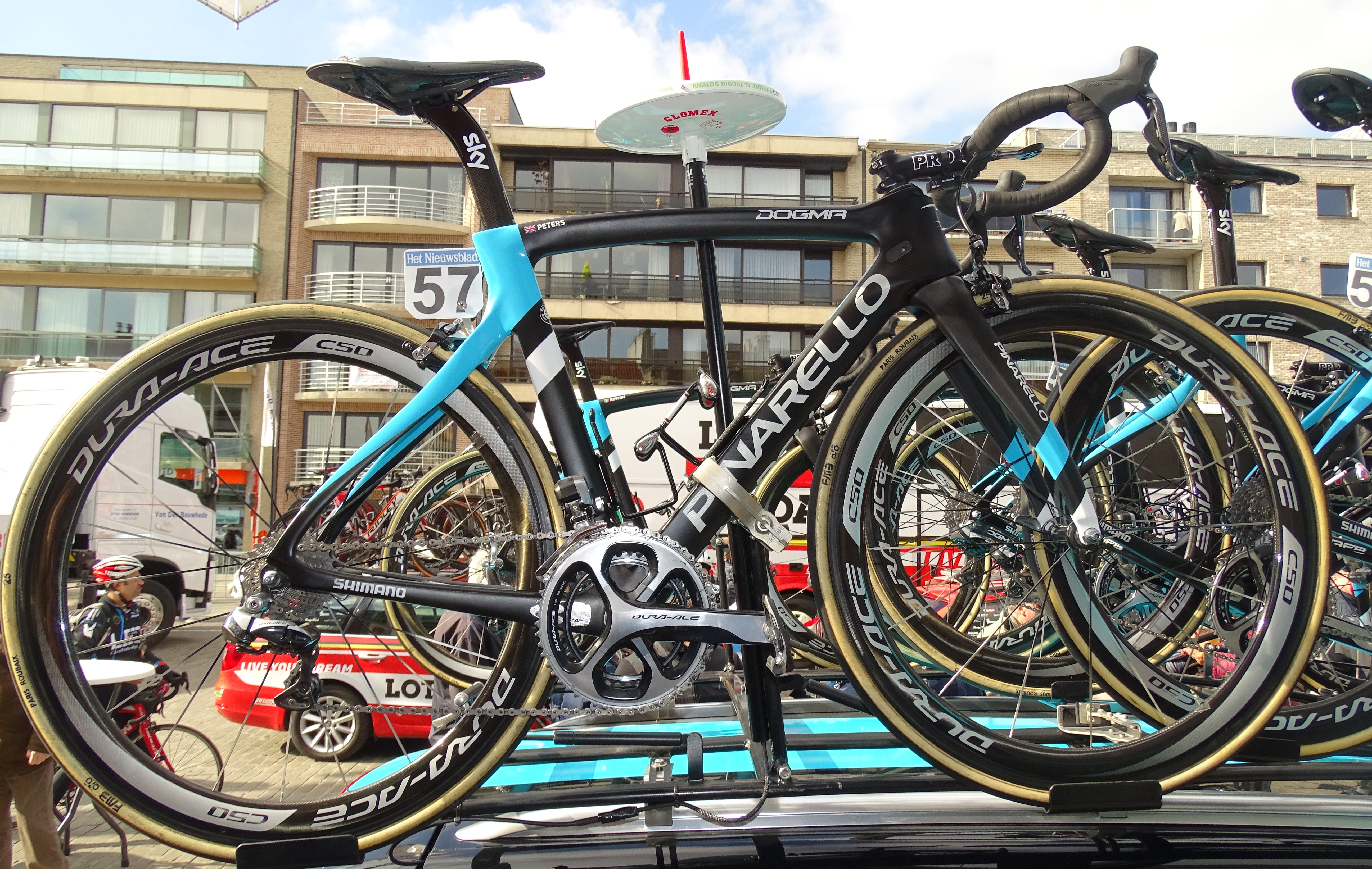
Pinarello Dogma F8 utilisé lors de la Nokere Koerse 2016.
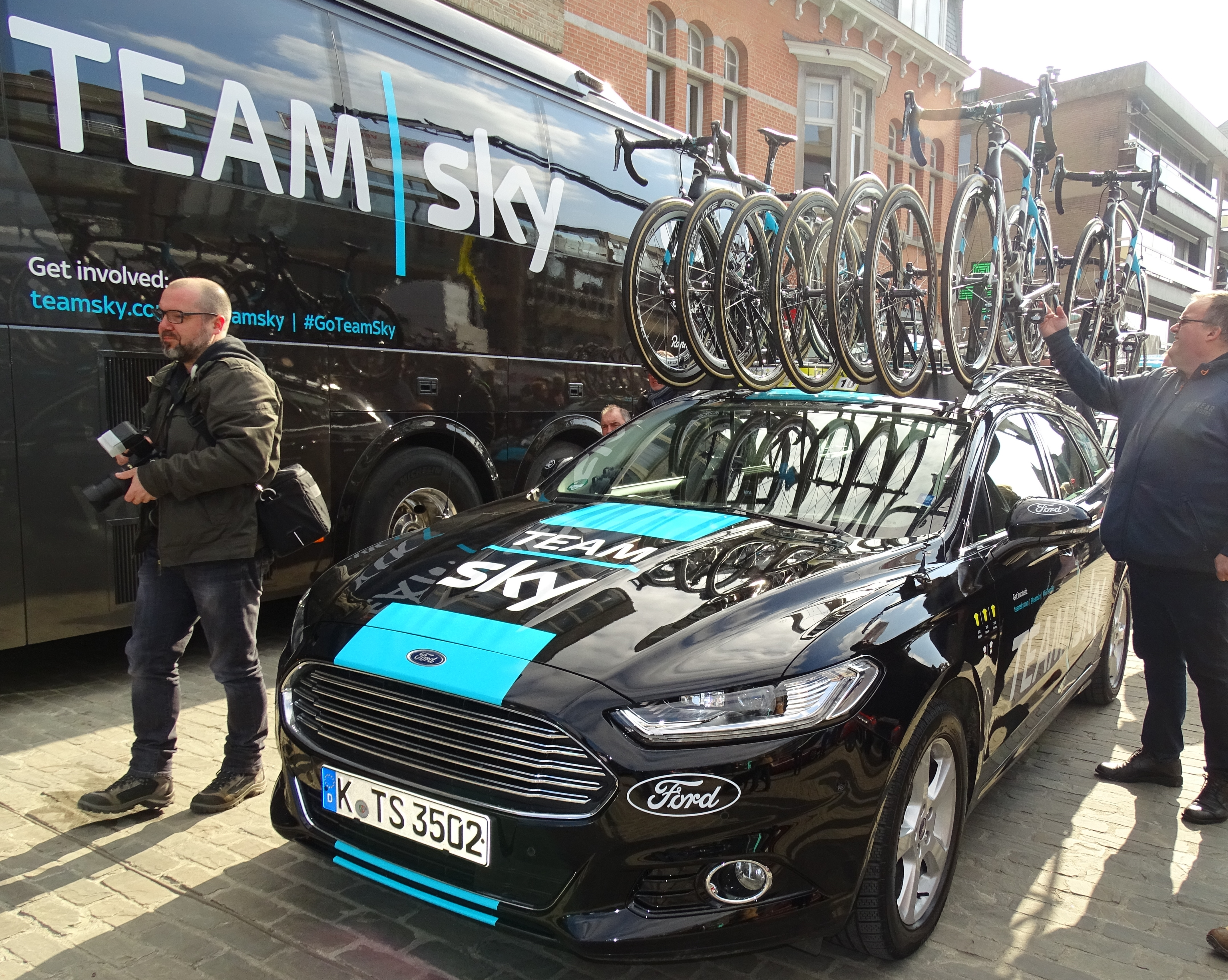
Véhicule de l'équipe lors de la Nokere Koerse 2016.

### Arrivées et départs
| Arrivées           | Équipe 2015                 |
| ------------------ | --------------------------- |
| Michał Gołaś       | Etixx-Quick Step            |
| Beñat Intxausti    | Movistar                    |
| Michał Kwiatkowski | Etixx-Quick Step            |
| Mikel Landa        | Astana                      |
| Gianni Moscon      | Zalf Euromobil Désirée Fior |
| Alex Peters        | SEG Racing                  |
| Danny van Poppel   | Trek Factory Racing         |

| Départs             | Équipe 2016    |
| ------------------- | -------------- |
| Nathan Earle        | Drapac         |
| Bernhard Eisel      | Dimension Data |
| Danny Pate          | Rally          |
| Richie Porte        | BMC Racing     |
| Kanstantsin Siutsou | Dimension Data |
| Christopher Sutton  | ?              |
| Bradley Wiggins     | Wiggins        |

## Coureurs et encadrement technique

### Effectif
| Cycliste             | Date de naissance | Nationalité | Équipe 2015                 |  |
| -------------------- | ----------------- | ----------- | --------------------------- |  |
| Ian Boswell          | 7 février 1991    | États-Unis  | Sky                         |  |
| Philip Deignan       | 7 septembre 1983  | Irlande     | Sky                         |  |
| Andrew Fenn          | 1er juillet 1990  | Royaume-Uni | Sky                         |  |
| Christopher Froome   | 20 mai 1985       | Royaume-Uni | Sky                         |  |
| Michał Gołaś         | 29 avril 1984     | Pologne     | Etixx-Quick Step            |  |
| Sebastián Henao      | 5 août 1993       | Colombie    | Sky                         |  |
| Sergio Henao         | 10 décembre 1987  | Colombie    | Sky                         |  |
| Beñat Intxausti      | 20 mars 1986      | Espagne     | Movistar                    |  |
| Peter Kennaugh       | 15 juin 1989      | Royaume-Uni | Sky                         |  |
| Vasil Kiryienka      | 28 juin 1981      | Biélorussie | Sky                         |  |
| Christian Knees      | 5 mars 1981       | Allemagne   | Sky                         |  |
| Leopold König        | 15 novembre 1987  | Tchéquie    | Sky                         |  |
| Michał Kwiatkowski   | 2 juin 1990       | Pologne     | Etixx-Quick Step            |  |
| Mikel Landa          | 13 décembre 1989  | Espagne     | Astana                      |  |
| David López García   | 13 mai 1981       | Espagne     | Sky                         |  |
| Gianni Moscon        | 20 avril 1994     | Italie      | Zalf Euromobil Désirée Fior |  |
| Mikel Nieve          | 26 mai 1984       | Espagne     | Sky                         |  |
| Lars Petter Nordhaug | 14 mai 1984       | Norvège     | Sky                         |  |
| Alex Peters          | 31 mars 1994      | Royaume-Uni | SEG Racing                  |  |
| Wout Poels           | 1er octobre 1987  | Pays-Bas    | Sky                         |  |
| Salvatore Puccio     | 31 août 1989      | Italie      | Sky                         |  |
| Nicolas Roche        | 3 juillet 1984    | Irlande     | Sky                         |  |
| Luke Rowe            | 10 mars 1990      | Royaume-Uni | Sky                         |  |
| Ian Stannard         | 25 mai 1987       | Royaume-Uni | Sky                         |  |
| Ben Swift            | 5 novembre 1987   | Royaume-Uni | Sky                         |  |
| Geraint Thomas       | 25 mai 1986       | Royaume-Uni | Sky                         |  |
| Danny van Poppel     | 26 juillet 1993   | Pays-Bas    | Trek Factory Racing         |  |
| Elia Viviani         | 7 février 1989    | Italie      | Sky                         |  |
| Xabier Zandio        | 17 mars 1977      | Espagne     | Sky                         |  |
| Stagiaire            | Date de naissance | Nationalité | Équipe 2016                 |  |
| Owain Doull          | 2 mai 1993        | Royaume-Uni | Wiggins                     |  |

Portraits
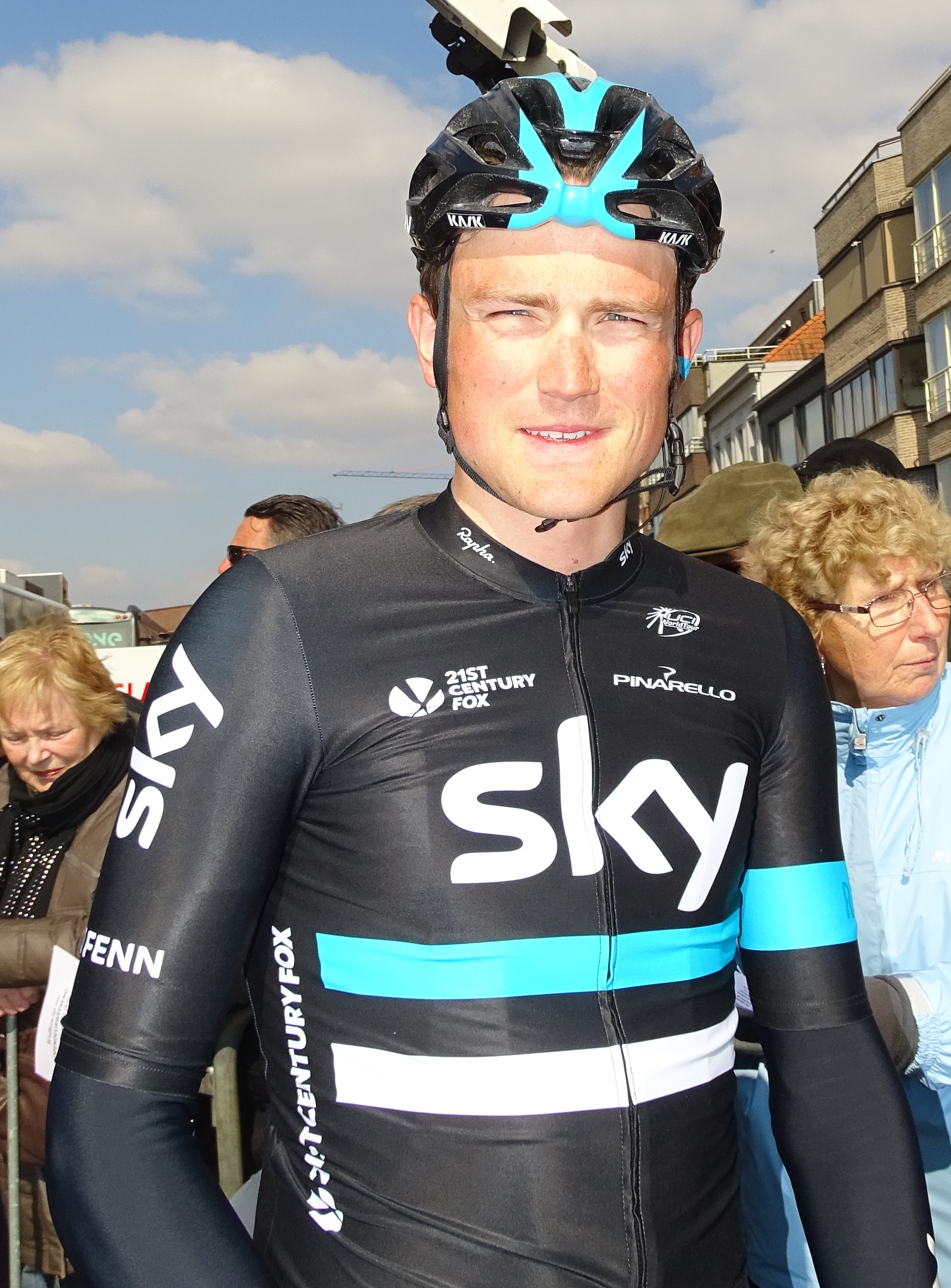
Andrew Fenn.
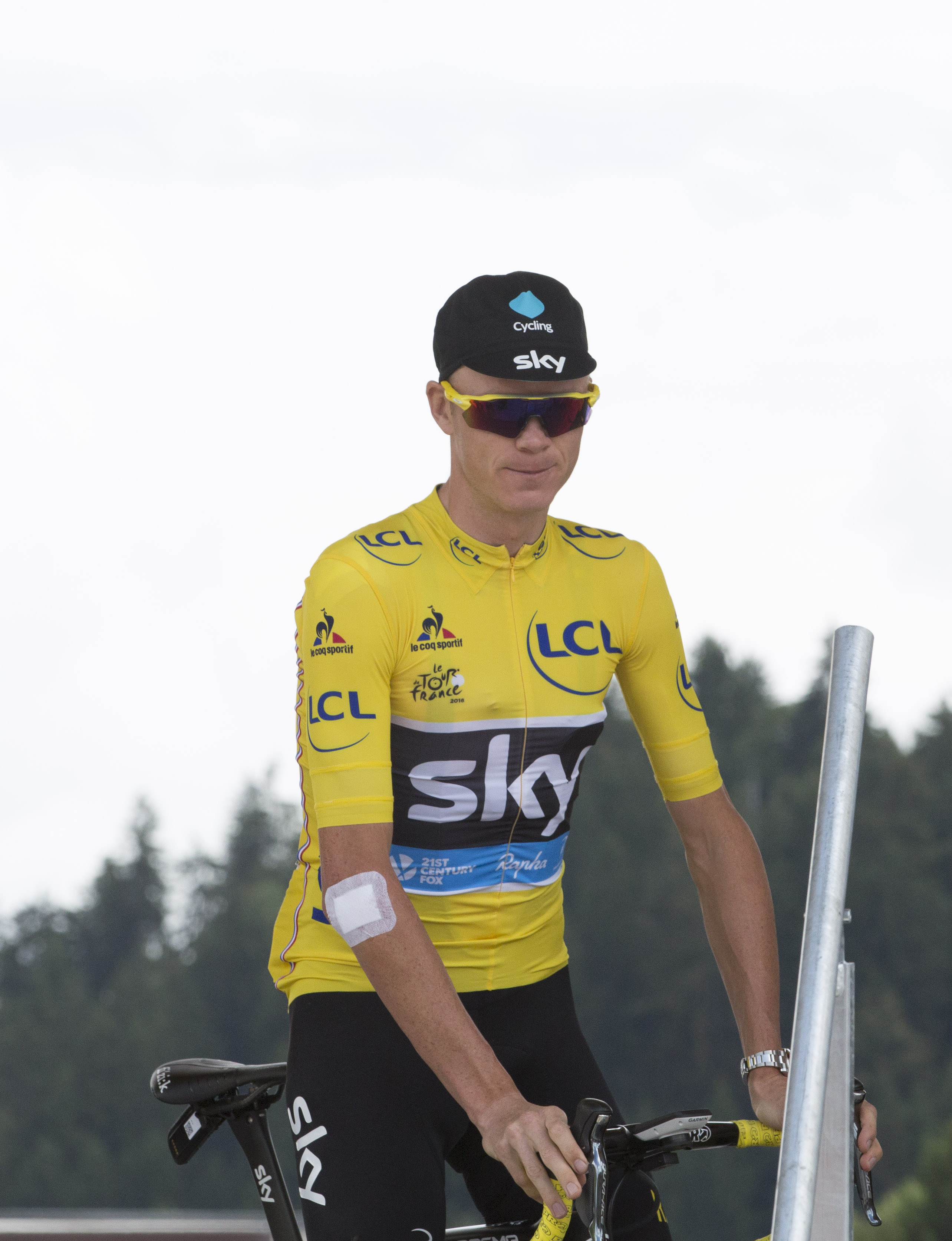
Christopher Froome.
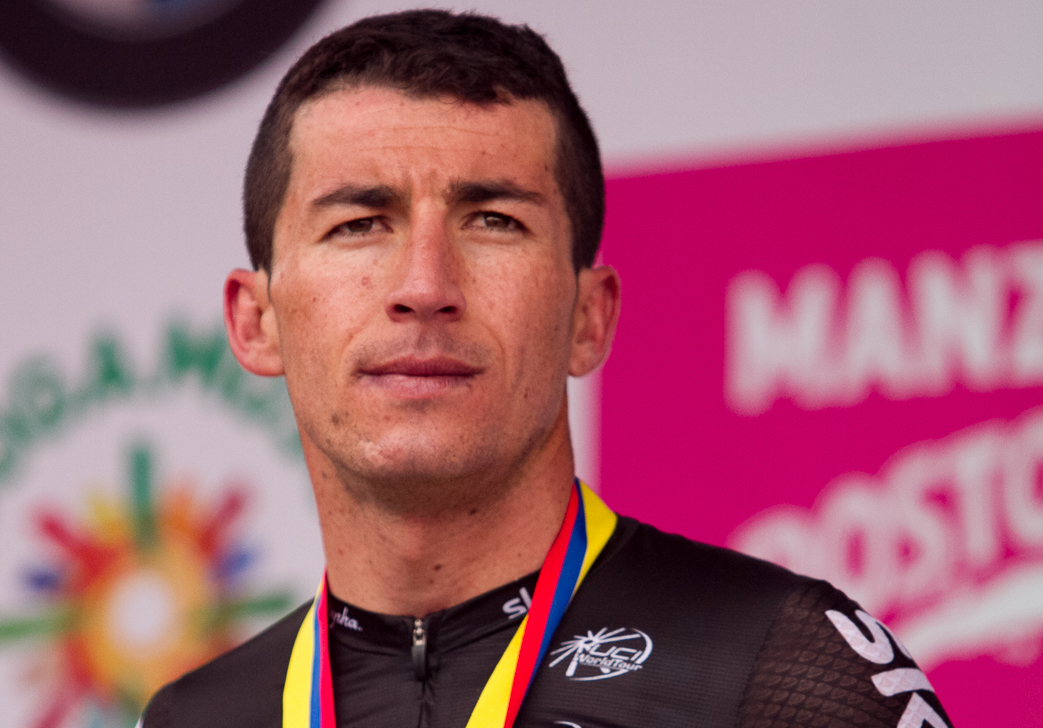
Sergio Henao.
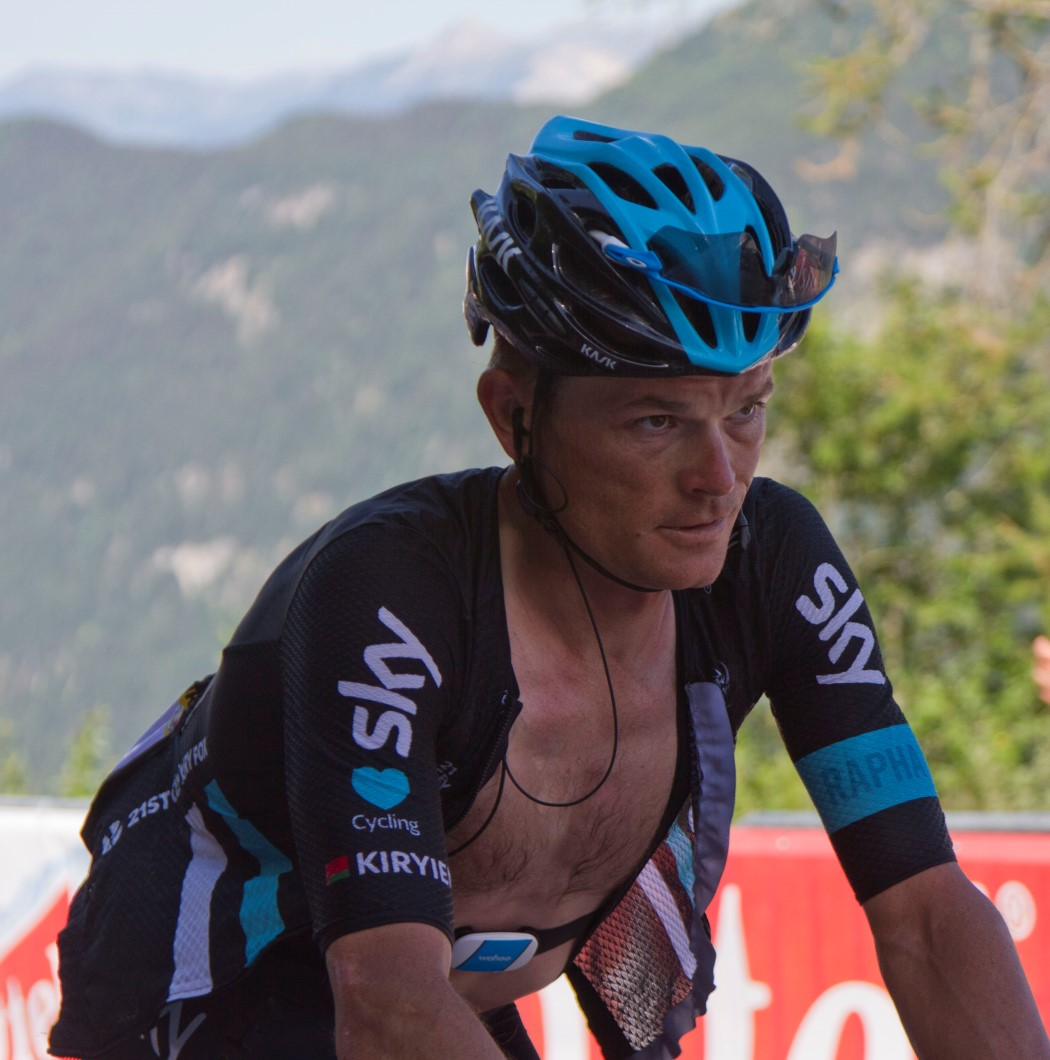
Vasil Kiryenka.
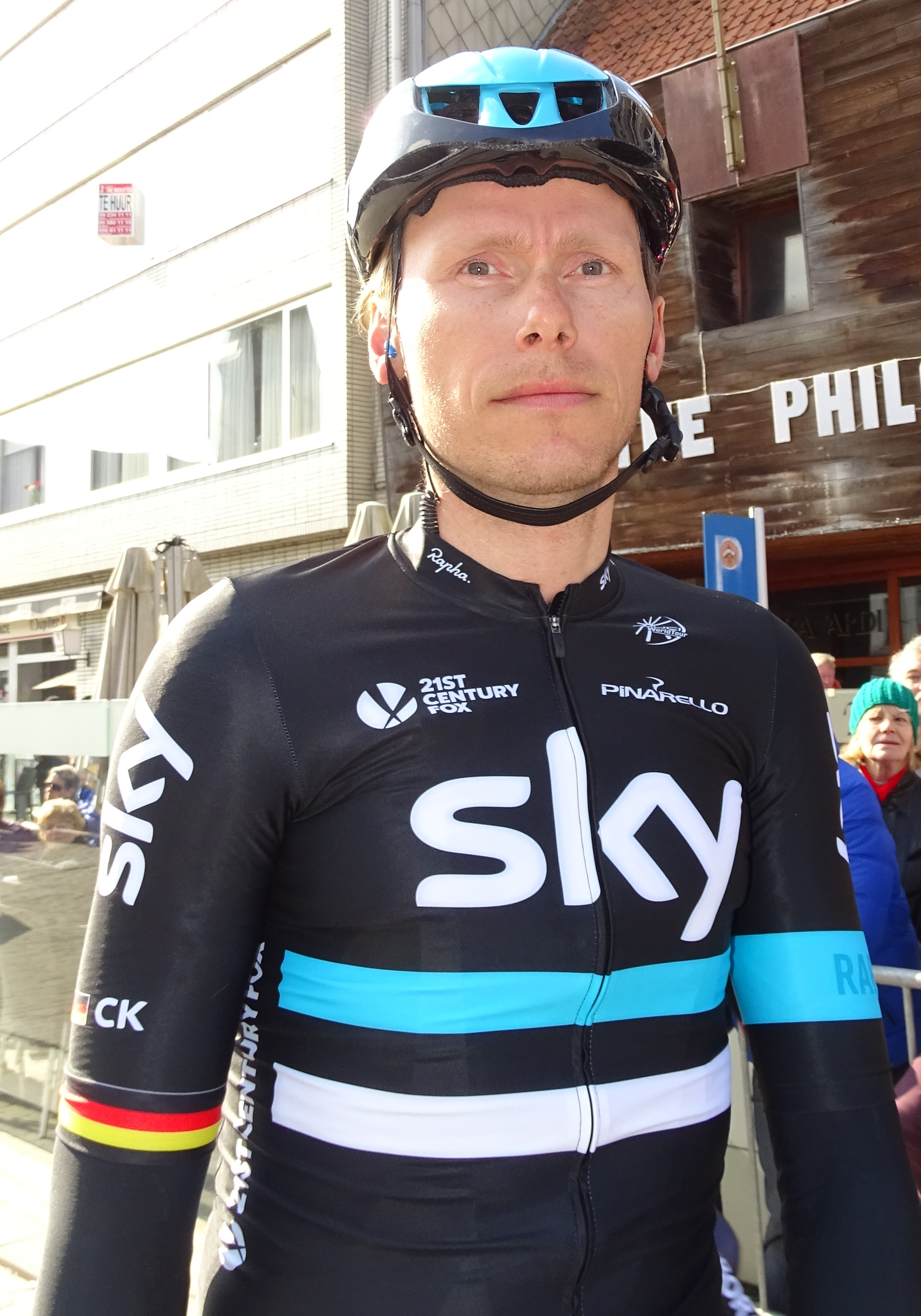
Christian Knees.
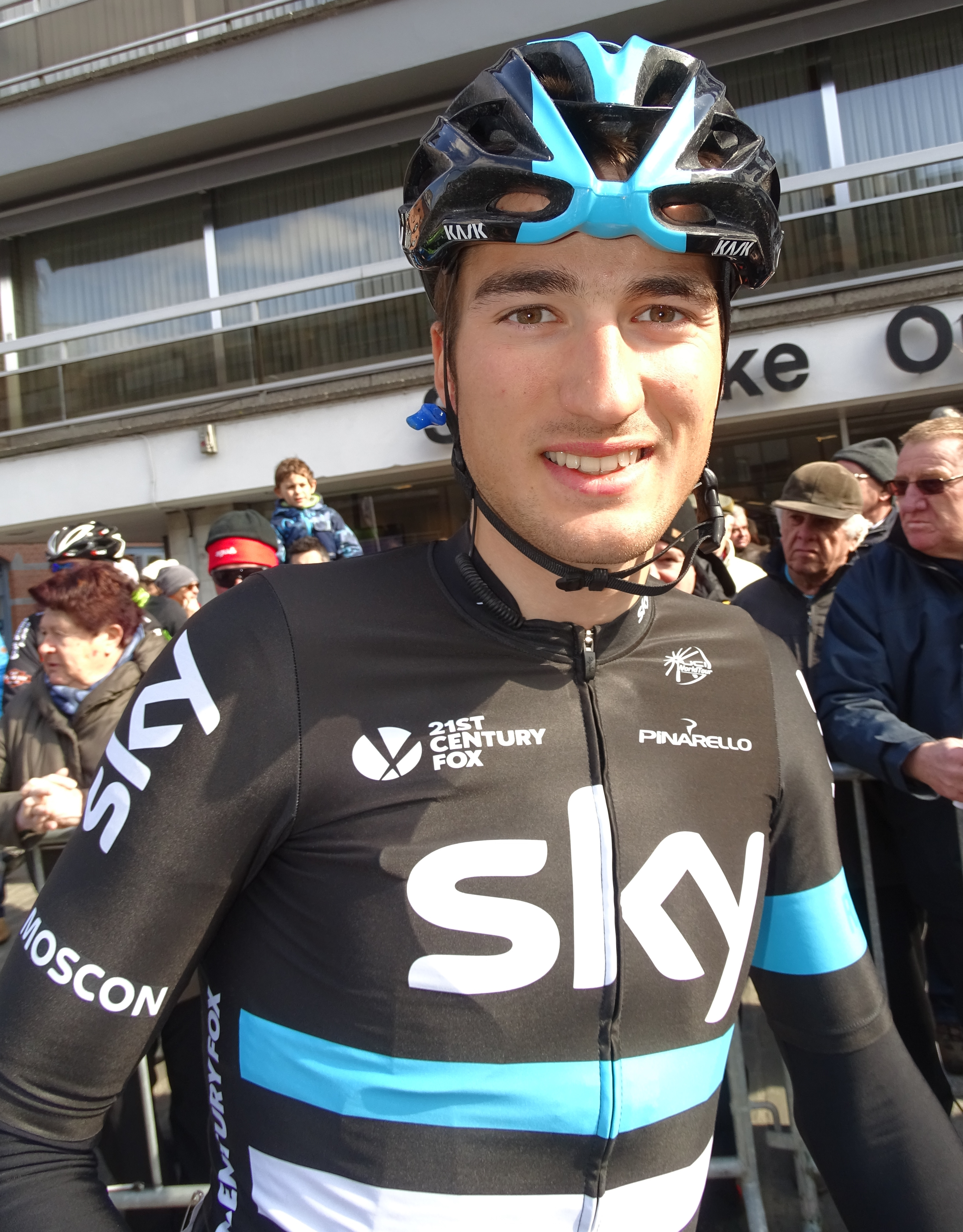
Gianni Moscon.
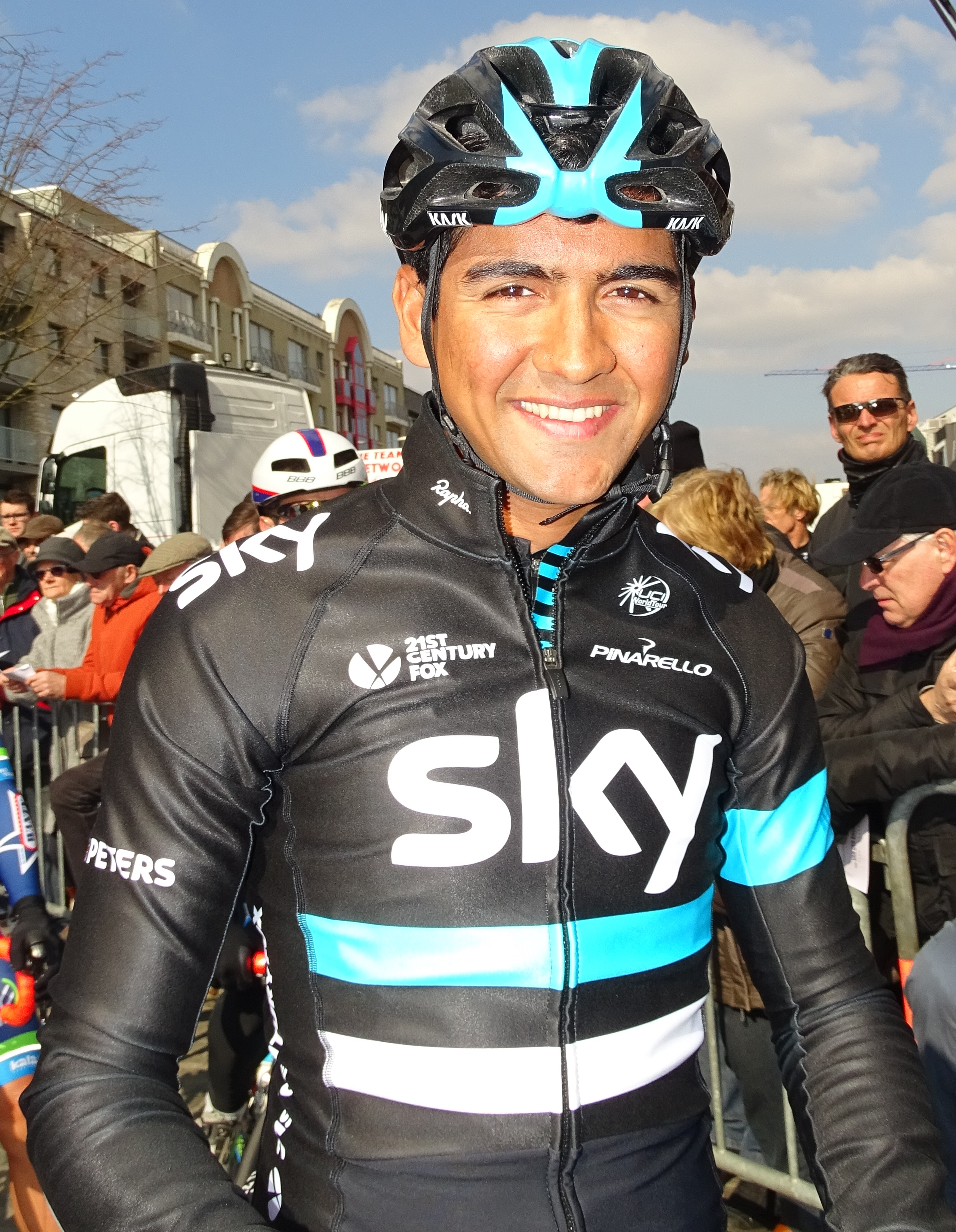
Alex Peters.
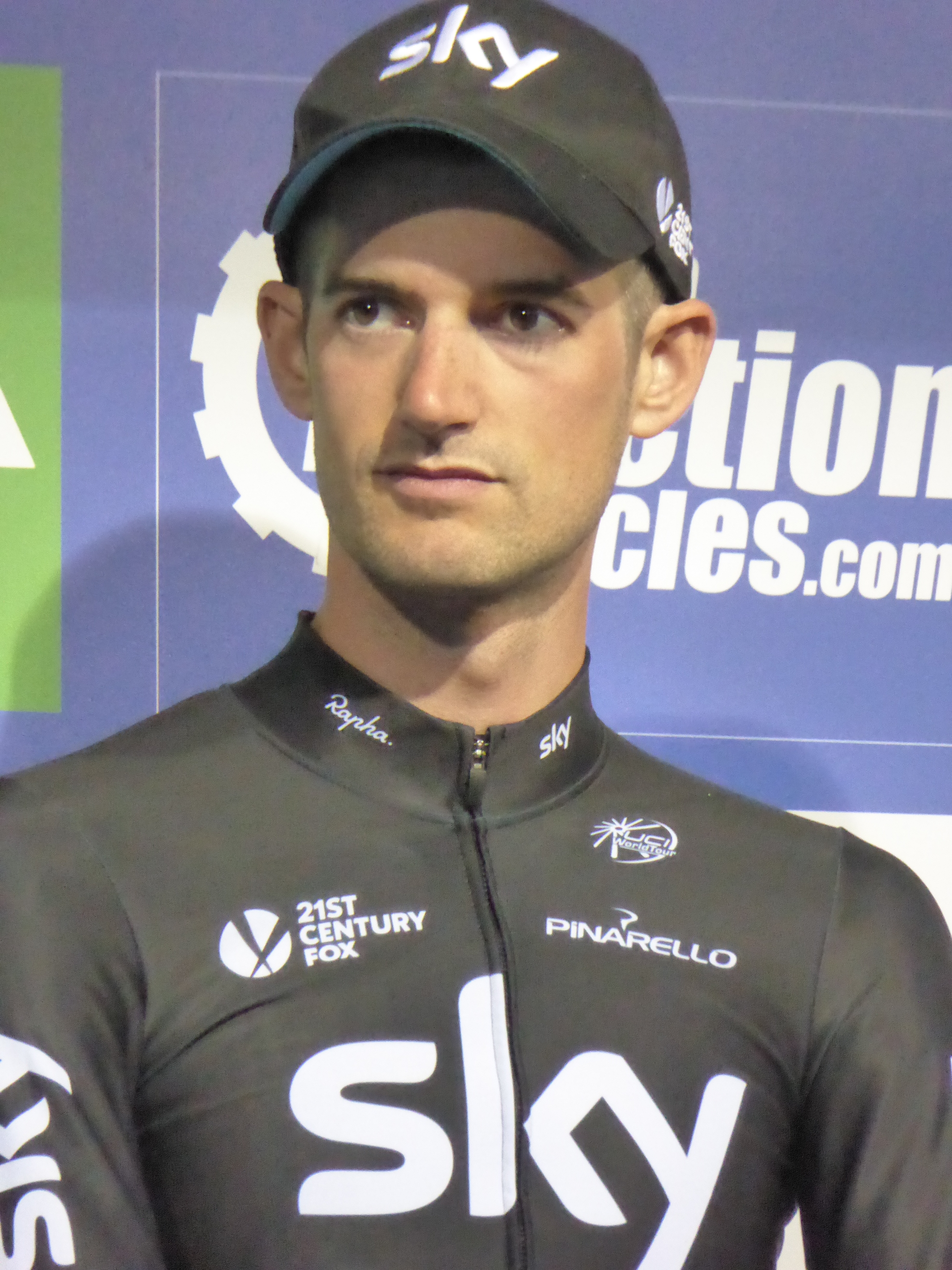
Wout Poels.
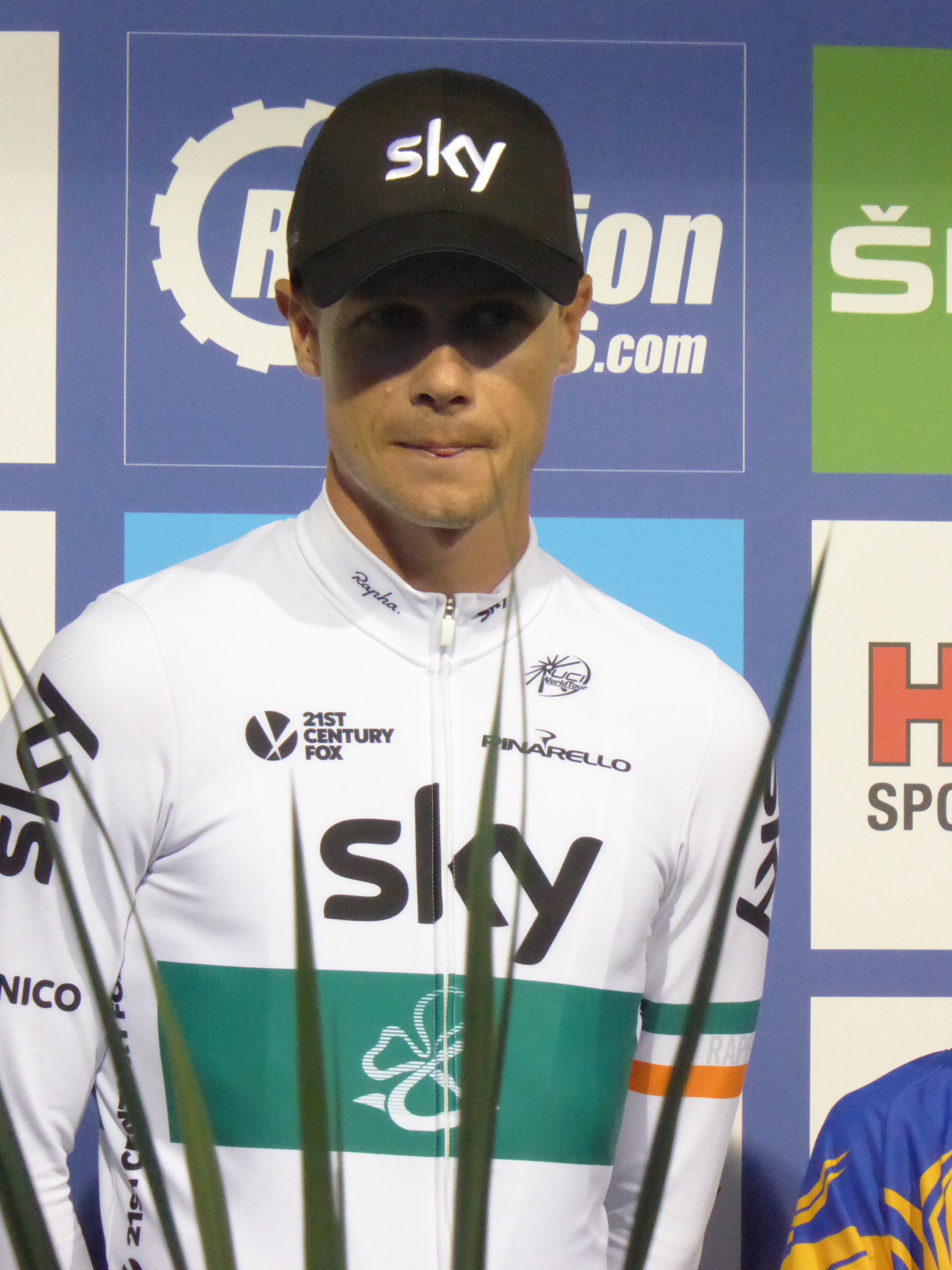
Nicolas Roche.
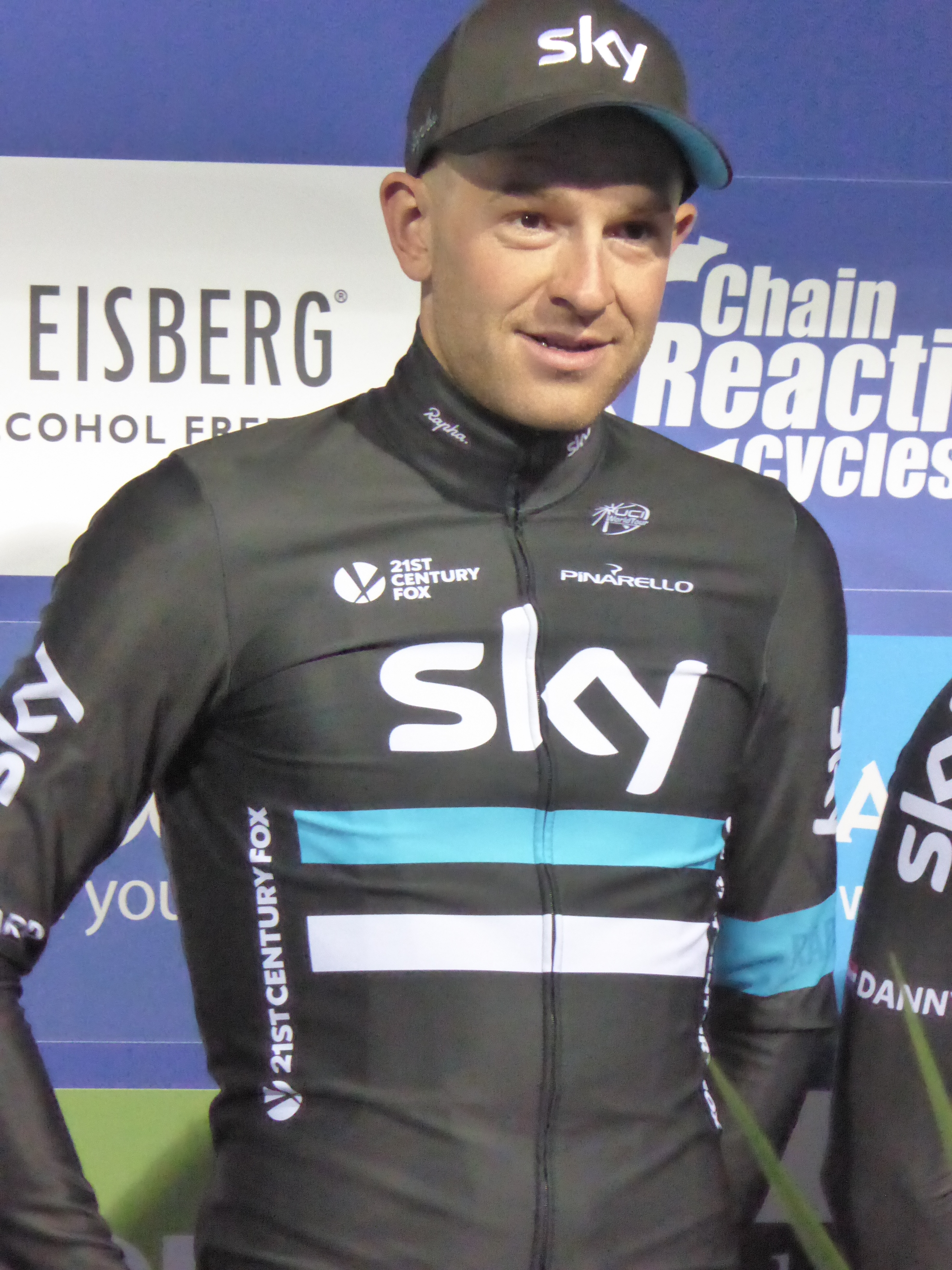
Ian Stannard.
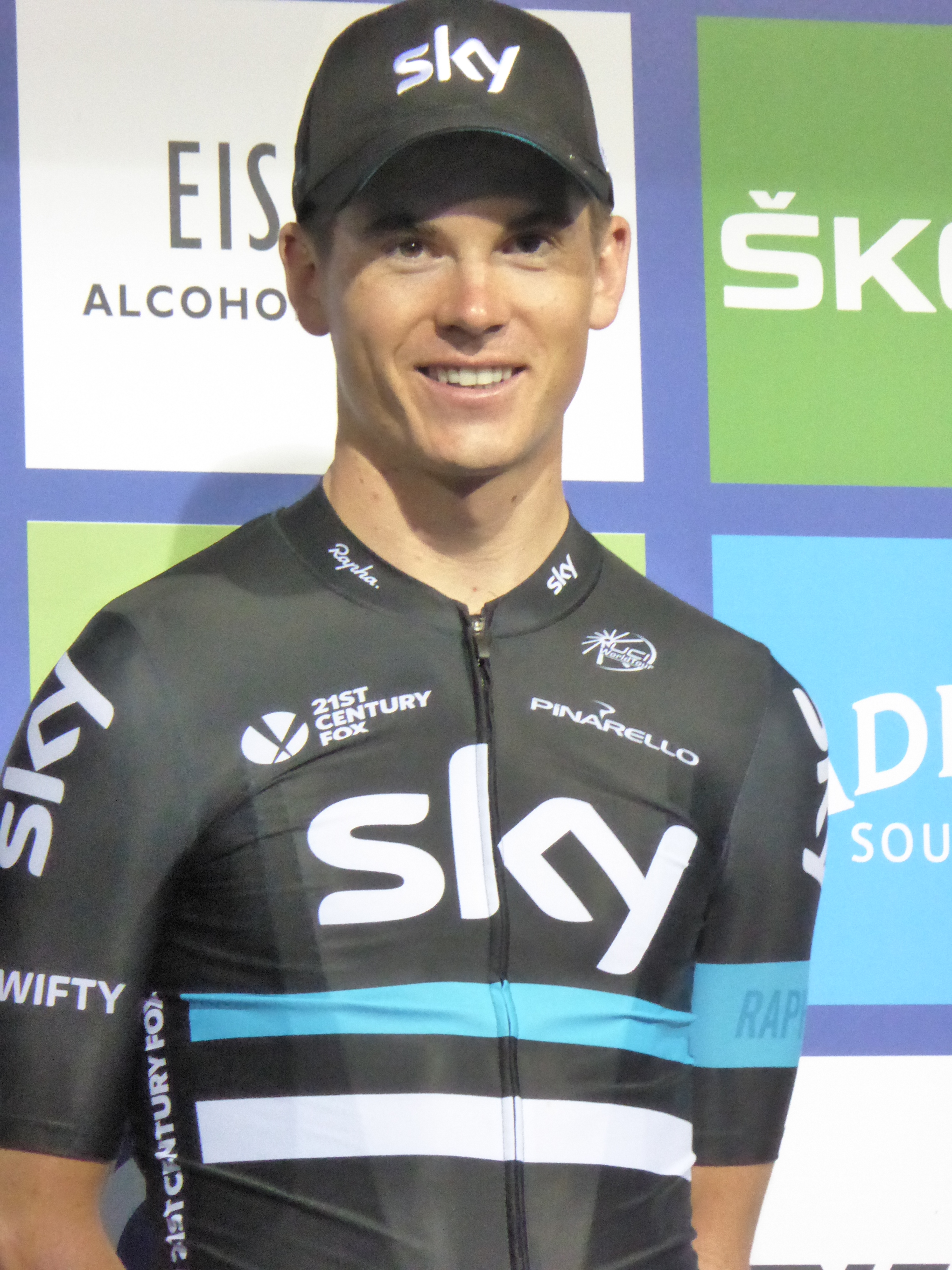
Ben Swift.
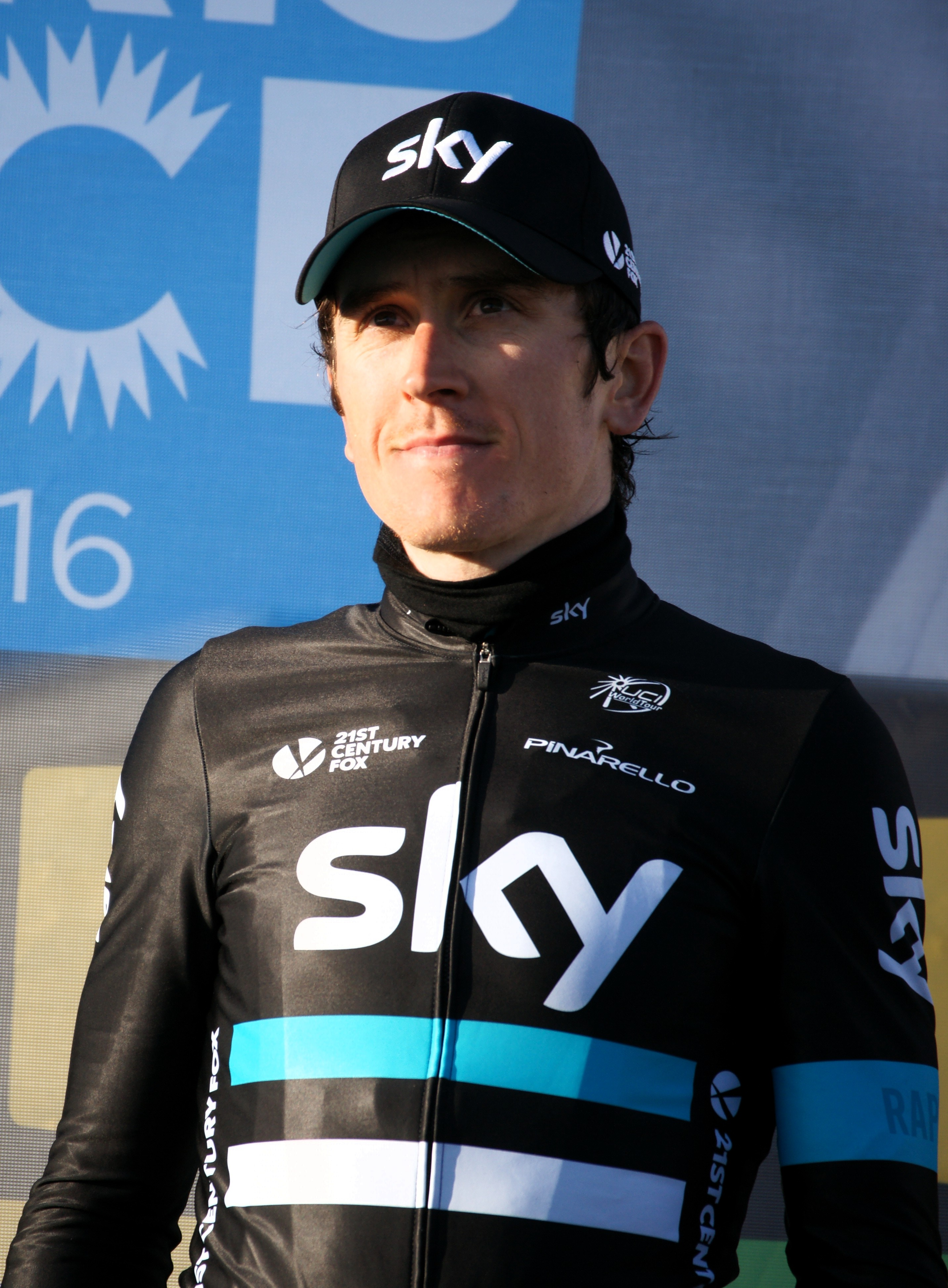
Geraint Thomas.
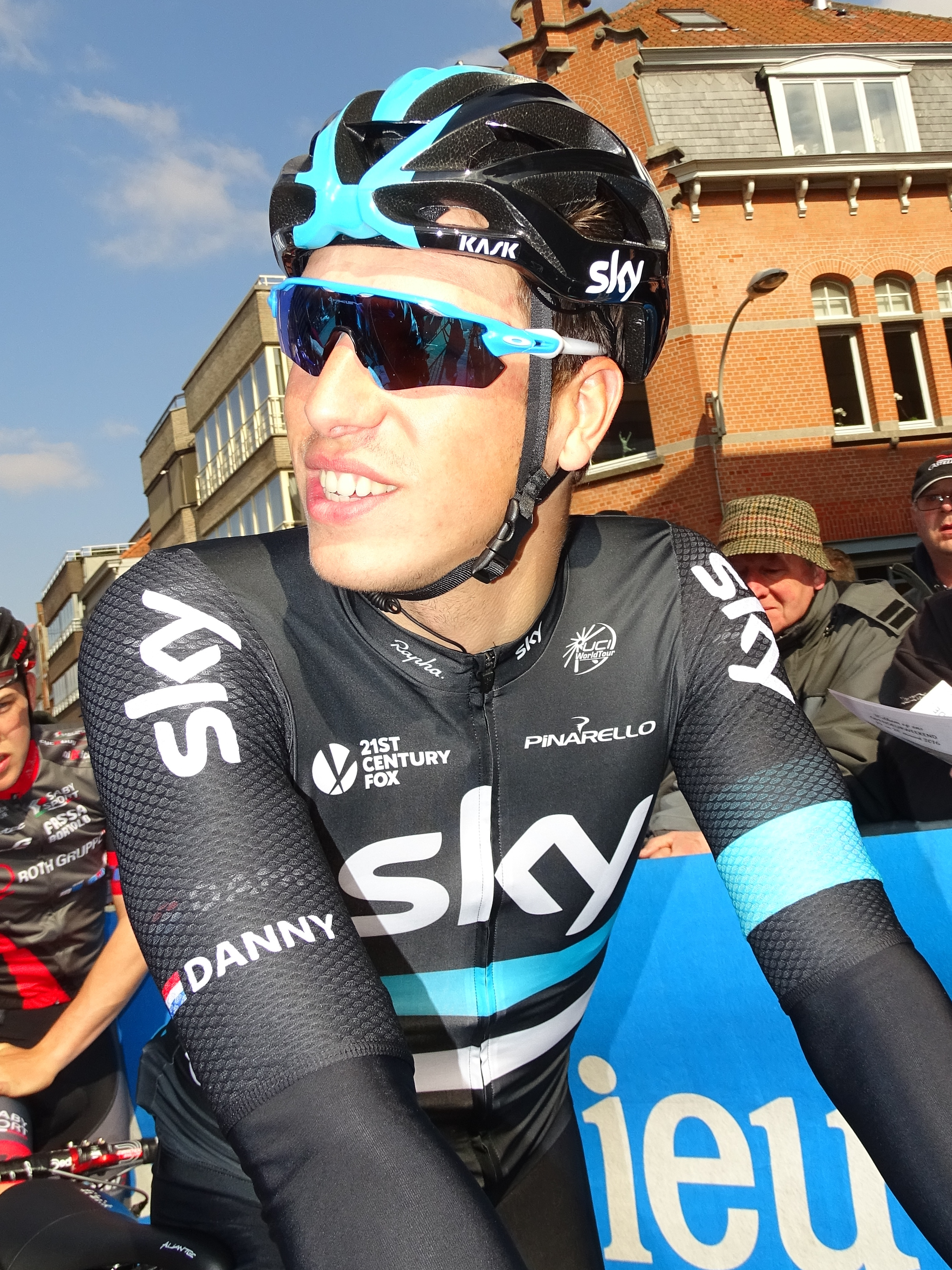
Danny van Poppel.
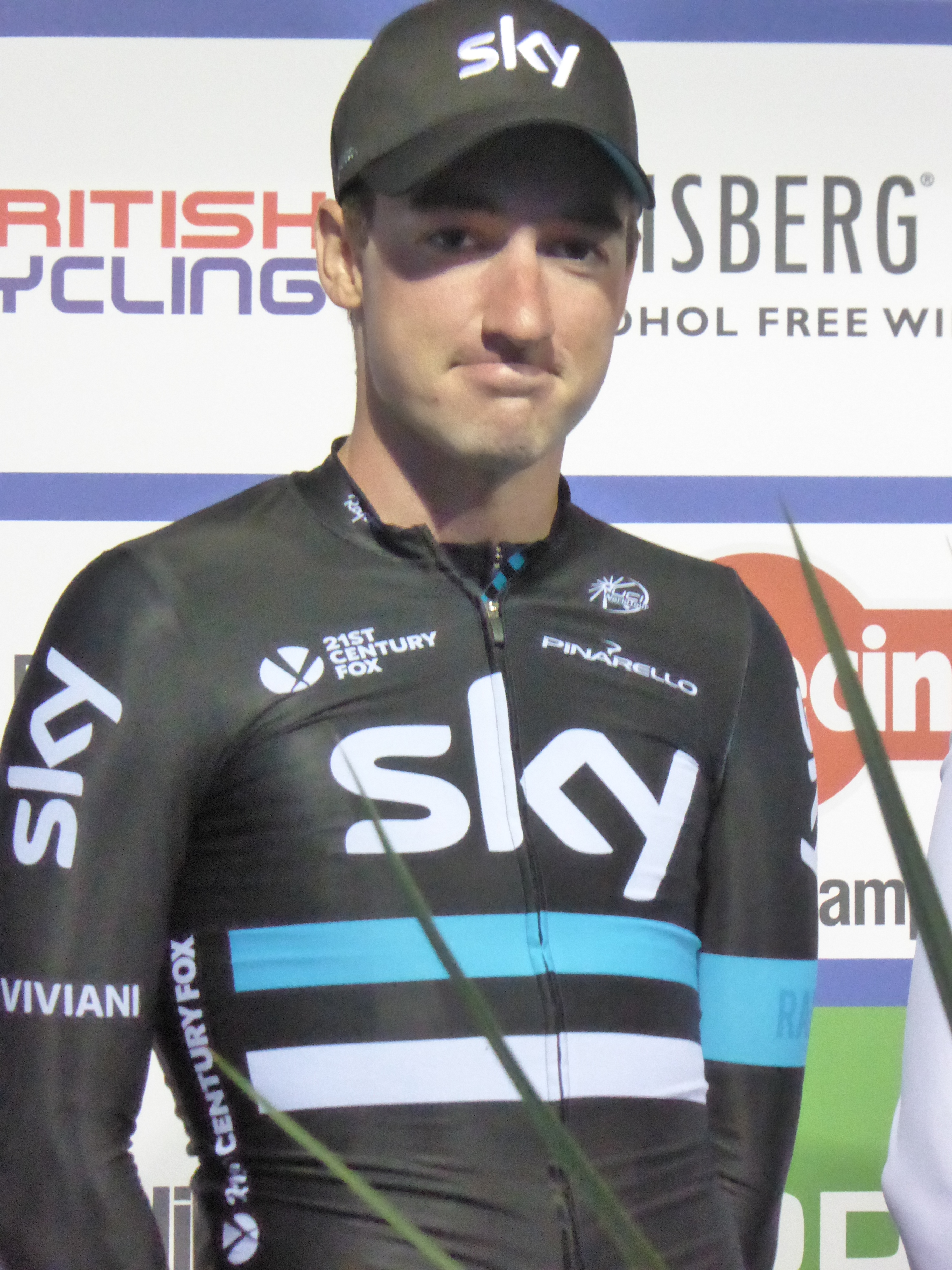
Elia Viviani.
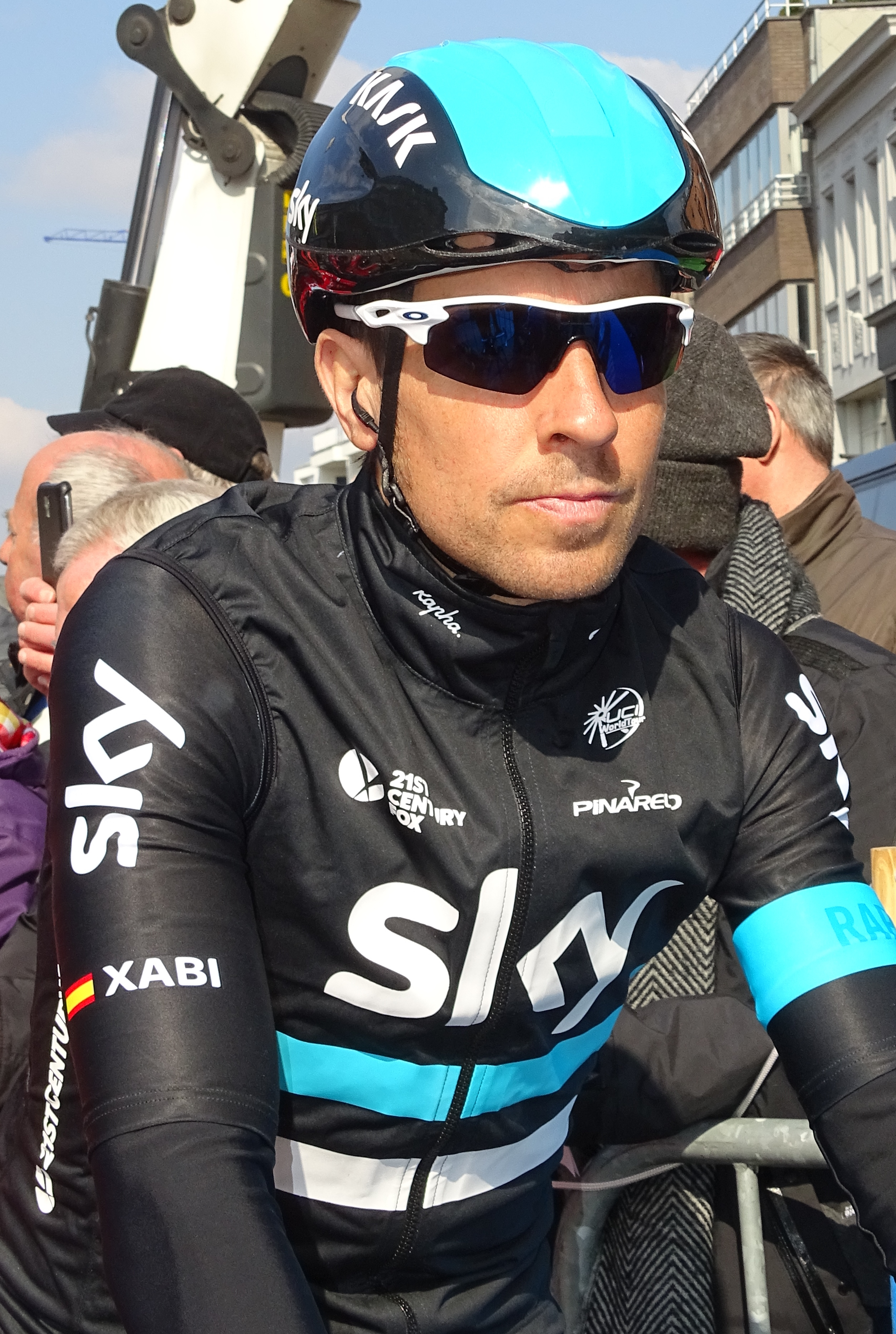
Xabier Zandio.

## Bilan de la saison

### Victoires
L'équipe Sky gagne 39 courses durant cette saison, dont quinze lors d'épreuves du World Tour,.
| Date       | Course                                                  | Pays                | Classe | Vainqueur          |
| ---------- | ------------------------------------------------------- | ------------------- | ------ | ------------------ |
| 31/01/2016 | Cadel Evans Great Ocean Road Race                       | Australie           | 1.HC   | Peter Kennaugh     |
| 03/02/2016 | 1re étape du Tour de la Communauté valencienne          | Espagne             | 2.1    | Wout Poels         |
| 04/02/2016 | 1re étape du Herald Sun Tour                            | Australie           | 2.1    | Peter Kennaugh     |
| 04/02/2016 | 2e étape du Dubaï Tour                                  | Émirats arabes unis | 2.HC   | Elia Viviani       |
| 06/02/2016 | 4e étape du Tour de la Communauté valencienne           | Espagne             | 2.1    | Wout Poels         |
| 07/02/2016 | 4e étape du Herald Sun Tour                             | Australie           | 2.1    | Christopher Froome |
| 07/02/2016 | Classement général du Herald Sun Tour                   | Australie           | 2.1    | Christopher Froome |
| 07/02/2016 | Classement général du Tour de la Communauté valencienne | Espagne             | 2.1    | Wout Poels         |
| 21/02/2016 | Classement général du Tour de l'Algarve                 | Portugal            | 2.1    | Geraint Thomas     |
| 13/03/2016 | Classement général de Paris-Nice                        | France              | WT     | Geraint Thomas     |
| 25/03/2016 | 5e étape du Tour de Catalogne                           | Espagne             | WT     | Wout Poels         |
| 25/03/2016 | Grand Prix E3                                           | Belgique            | WT     | Michał Kwiatkowski |
| 30/03/2016 | 2e étape des Trois Jours de La Panne                    | Belgique            | 2.HC   | Elia Viviani       |
| 05/04/2016 | 2e étape du Tour du Pays basque                         | Espagne             | WT     | Mikel Landa        |
| 20/04/2016 | 2e étape du Tour du Trentin                             | Italie              | 2.HC   | Mikel Landa        |
| 22/04/2016 | Classement général du Tour du Trentin                   | Italie              | 2.HC   | Mikel Landa        |
| 24/04/2016 | Liège-Bastogne-Liège                                    | Belgique            | WT     | Wout Poels         |
| 30/04/2016 | 2e étape du Tour de Yorkshire                           | Royaume-Uni         | 2.1    | Danny van Poppel   |
| 30/04/2016 | 4e étape du Tour de Romandie                            | Suisse              | WT     | Christopher Froome |
| 20/05/2016 | 13e étape du Tour d'Italie                              | Italie              | WT     | Mikel Nieve        |
| 10/06/2016 | 5e étape du Critérium du Dauphiné                       | France              | WT     | Christopher Froome |
| 12/06/2016 | Classement général du Critérium du Dauphiné             | France              | WT     | Christopher Froome |
| 23/06/2016 | Championnat d'Irlande du contre-la-montre               | Irlande             | CN     | Nicolas Roche      |
| 23/06/2016 | Championnat de République tchèque du contre-la-montre   | Tchéquie            | CN     | Leopold König      |
| 26/06/2016 | Championnat d'Irlande sur route                         | Irlande             | CN     | Nicolas Roche      |
| 09/07/2016 | 8e étape du Tour de France                              | France              | WT     | Christopher Froome |
| 21/07/2016 | 18e étape du Tour de France                             | France              | WT     | Christopher Froome |
| 24/07/2016 | Classement général du Tour de France                    | France              | WT     | Christopher Froome |
| 02/08/2016 | 1re étape du Tour de Burgos                             | Espagne             | 2.HC   | Danny van Poppel   |
| 04/08/2016 | 3e étape du Tour de Burgos                              | Espagne             | 2.HC   | Danny van Poppel   |
| 12/08/2016 | 2e étape de l'Arctic Race of Norway                     | Norvège             | 2.HC   | Danny van Poppel   |
| 13/08/2016 | 3e étape de l'Arctic Race of Norway                     | Norvège             | 2.HC   | Gianni Moscon      |
| 14/08/2016 | Classement général de l'Arctic Race of Norway           | Norvège             | 2.HC   | Gianni Moscon      |
| 20/08/2016 | 1re étape du Tour d'Espagne                             | Espagne             | WT     | Sky                |
| 31/08/2016 | 11e étape du Tour d'Espagne                             | Espagne             | WT     | Christopher Froome |
| 06/09/2016 | 3e étape du Tour de Grande-Bretagne                     | Royaume-Uni         | 2.HC   | Ian Stannard       |
| 09/09/2016 | 19e étape du Tour d'Espagne                             | Espagne             | WT     | Christopher Froome |
| 09/09/2016 | 6e étape du Tour de Grande-Bretagne                     | Royaume-Uni         | 2.HC   | Wout Poels         |
| 23/10/2016 | Chrono des Nations-Les Herbiers-Vendée                  | France              | 1.1    | Vasil Kiryenka     |

### Résultats sur les courses majeures
Les tableaux suivants représentent les résultats de l'équipe dans les principales courses du calendrier international (les cinq classiques majeures et les trois grands tours). Pour chaque épreuve est indiqué le meilleur coureur de l'équipe, son classement ainsi que les accessits glanés par Sky sur les courses de trois semaines.

#### Classiques
| Classique            | Milan-San Remo | Tour des Flandres | Paris-Roubaix     | Liège-Bastogne-Liège | Tour de Lombardie    |
| -------------------- | -------------- | ----------------- | ----------------- | -------------------- | -------------------- |
| Coureur (classement) | Ben Swift (2e) | Luke Rowe (5e)    | Ian Stannard (3e) | Wout Poels (1er)     | Peter Kennaugh (26e) |

#### Grands tours
| Grand tour           | Tour d'Italie                                               | Tour de France                            | Tour d'Espagne                                                                |
| -------------------- | ----------------------------------------------------------- | ----------------------------------------- | ----------------------------------------------------------------------------- |
| Coureur (classement) | Sebastian Henao (17e)                                       | Christopher Froome (1er)                  | Christopher Froome (2e)                                                       |
| Accessits            | 1 victoire d'étape, Grand Prix de la montagne (Mikel Nieve) | 2 victoires d'étapes (Christopher Froome) | 3 victoires d'étapes (contre-la-montre par équipes et Christopher Froome (2)) |